# Мака (Свердловская область)
Мака — посёлок в Талицком городском округе Свердловской области, Россия.

## Географическое положение
Посёлок Мака  муниципального образования «Талицкого городского округа» Свердловской области находится в 7 километрах (по автотрассе в 9 километрах) к югу от города Талица, преимущественно на правом реки Мака (правый приток реки Урга) . В посёлке имеется пруд, а сам посёлок расположен в национальном парке «Припышминские Боры».

## Население
| 2002 | 2010 | 2021 |
| ---- | ---- | ---- |
| 147  | ↘107 | ↘57  |